# یدالله صمدی
یدالله صمدی (۲۶ آبان ۱۳۳۱ – ۳ مهر ۱۳۹۷) کارگردان، فیلم‌نامه‌نویس و تهیه‌کننده سینما اهل ایران بود.

## زندگی
صمدی فعالیت سینمایی خود را با فیلم «تختخواب سه نفره» از دستیار کارگردانی نصرت کریمی در سال ۱۳۵۱ آغاز نمود و در سال ۱۳۶۳ با ساخت اولین فیلم خود - مردی که زیاد می‌دانست -، ساخت اوّلین فیلم طنز پس از انقلاب را به نام خود سند زد و با همین فیلم برنده جایزه سیمرغ بلورین بهترین کارگردانی از سومین جشنواره فیلم فجر گردید.
یکی از مهم‌ترین مؤلفه‌های آثار یدالله صمدی توجه به فرهنگ بومی آذربایجان و استفاده از داستان‌های اصیل این سرزمین است که حاصل آن را می‌توان در فیلم‌های اتوبوس (۱۳۶۴)، ساوالان (۱۳۶۸)، دمرل (۱۳۷۲) و سارای (۱۳۷۶) مشاهده نمود.
که در این میان فیلم اتوبوس (۱۳۶۴)، به عنوان یکی از پرفروش‌ترین فیلم‌های آن دوره نیز شناخته می‌شود. اما عرصه فعالیت صمدی تنها در این بازه محدود نمی‌شود. فیلم ایستگاه (۱۳۶۶) بی تردید یکی از بهترین تریلرهای روانشناختی سینمای پس از انقلاب است و این فیلم به همراه فیلم نقطه ضعف محمدرضا اعلامی یکی از جریان‌سازان این ژانر در سینمای ایران بوده‌اند. ایستگاه علی‌رغم نادیده گرفته شدن از سوی داوران در جشنواره فجر به عنوان فیلم منتخب منتقدان و نویسندگان سینمایی در سال ۶۳ برگزیده شد.
صمدی در ادامه فعالیت‌های خویش دوباره به ژانر کمدی شهری بازگشت و آثاری چون آپارتمان شماره ۱۳ (۱۳۶۹)، دو نفر و نصفی (۱۳۷۰) و معجزه خنده (۱۳۷۵) را خلق کرد. فیلم آپارتمان شماره ۱۳، جایزه سیمرغ بلورین بهترین فیلم و فیلمنامه را در سال ۶۹ از جشنواره فجر کسب نمود. وی در دهه ۸۰ نیز آثاری چون بانوی من (۱۳۸۱) و شهرآشوب (۱۳۸۴) را کارگردانی نمود.
وی در طیّ سال‌های ۱۳۸۶ تا ۱۳۹۰، سریال شوق پرواز را دربارهٔ زندگی شهید عباس بابایی، به سفارش بنیاد شهید و امور ایثارگران برای شبکه اوّل سیما کارگردانی کرد و این نخستین تجربهٔ تلویزیونی او به‌شمار می‌رفت که با موفّقیت و استقبال چشم‌گیری مواجه شد.
وی همچنین به مدت سه سال (۱۳۸۰–۱۳۷۷) مدیر عامل خانه سینما بود و علاوه بر آن ریاست کانون کارگردانان سینمای ایران را نیز بر عهده داشت.
صمدی در هفدهمین دوره و همچنین در سی امین دوره جشنواره بین‌المللی فیلم فجر، داوری بخش مسابقه سینمای ایران را عهده‌دار بوده‌است.
یدالله صمدی مدت سه ماه از بیماری کبد رنج می‌برد و برای پیوند کبد به بیمارستان پیوند اعضاء ابوعلی سینا در شیراز منتقل شد. عمل پیوند کبد انجام شد اما به دلیل شرایط نامساعد جسمی، ساعت ۱۷:۳۰ عصر روز سه شنبه سوم مهر ۱۳۹۷ در سن ۶۶ سالگی در شیراز درگذشت.

## فیلم‌شناسی

### سینمایی
| نام                  | به عنوان | به عنوان  | به عنوان     | به عنوان        | سال انتشار | منبع             |
| نام                  | کارگردان | تهیه‌کننده | فیلمنامه‌نویس | دستیار کارگردان | سال انتشار | منبع             |
| -------------------- | -------- | --------- | ------------ | --------------- | ---------- | ---------------- |
| تختخواب سه نفره      | نه       | نه        | نه           | آری             | ۱۳۵۱       | [ نیازمند منبع ] |
| خانه خراب            | نه       | نه        | نه           | آری             | ۱۳۵۴       | [ نیازمند منبع ] |
| شام آخر              | نه       | نه        | نه           | آری             | ۱۳۵۵       | [ نیازمند منبع ] |
| دست شیطان            | نه       | نه        | نه           | آری             | ۱۳۶۰       | [ نیازمند منبع ] |
| دادشاه               | نه       | نه        | نه           | آری             | ۱۳۶۲       | [ نیازمند منبع ] |
| مردی که زیاد می‌دانست | آری      | نه        | نه           | نه              | ۱۳۶۳       | [ نیازمند منبع ] |
| آتش در زمستان        | نه       | نه        | نه           | آری             | ۱۳۶۴       | [ نیازمند منبع ] |
| اتوبوس               | آری      | نه        | نه           | نه              | ۱۳۶۴       | [ نیازمند منبع ] |
| ایستگاه              | آری      | نه        | نه           | نه              | ۱۳۶۶       | [ نیازمند منبع ] |
| ساوالان              | آری      | نه        | آری          | نه              | ۱۳۶۸       | [ نیازمند منبع ] |
| آپارتمان شماره ۱۳    | آری      | آری       | آری          | نه              | ۱۳۶۹       | [ نیازمند منبع ] |
| دو نفر و نصفی        | آری      | نه        | آری          | نه              | ۱۳۷۰       | [ نیازمند منبع ] |
| دمرل                 | آری      | نه        | آری          | نه              | ۱۳۷۲       | [ نیازمند منبع ] |
| معجزهٔ خنده           | آری      | آری       | نه           | نه              | ۱۳۷۵       | [ نیازمند منبع ] |
| سارای                | آری      | آری       | آری          | نه              | ۱۳۷۶       | [ نیازمند منبع ] |
| بانوی من             | آری      | نه        | آری          | نه              | ۱۳۸۱       | [ نیازمند منبع ] |
| شهرآشوب              | آری      | نه        | نه           | نه              | ۱۳۸۴       | [ نیازمند منبع ] |
| کلانتری غیرانتفاعی   | آری      | نه        | نه           | نه              | ۱۳۸۷       | [ نیازمند منبع ] |
| پدر آن دیگری         | آری      | نه        | آری          | نه              | ۱۳۹۳       | [ نیازمند منبع ] |

### تلویزیونی

#### کارگردان
| نام       | سال انتشار | منبع             |
| --------- | ---------- | ---------------- |
| شوق پرواز | ۱۳۸۸       | [ نیازمند منبع ] |
| هفت‌سین    | ۱۳۹۲       | [ نیازمند منبع ] |